# Перацкий, Бронислав Вильгельм
Бронислав Вильгельм Перацкий (пол. Bronisław Wilhelm Pieracki; 28 мая 1895, Горлице, Австро-Венгрия — 15 июня 1934, Варшава, Польша) — польский политический деятель, легионер, полковник Войска Польского.

## Биография и политическая деятельность
Происходил из семьи, которая переселилась в Галицию из Царства Польского, уходя от судебных преследований за участие в польском восстании 1830 года. Обучался в гимназии в города Новы-Сонч. Вскоре Перацкий вступил в тайную военную организацию и Стрелецкий союз, которые стали основой создания структур Польских легионов. В 1913 году окончил офицерскую школу при Стрелецком союзе в Новы-Сонче, с присвоением звания хорунжего.
В годы Первой мировой войны 1914—1917 годов служил в Польских Легионах, в составе австро-венгерской армии. Был командиром взвода (с августа 1914 по май 1915), позже командовал ротой пехотного полка. В 1914 году Перацкому было присвоено звание подпоручика, в мае 1915 — поручика. В сражении под деревней Ясткув в начале августа 1915 года получил серьёзное ранение. С января по октябрь 1916 года воевал на Волыни. В ноябре 1916 года в чине капитана командовал батальоном пехотного легионерского полка.
После того, как Россия признала весной 1917 года независимость Польши, Б. Перацкий, в числе многих польских легионеров, в июле того же года демонстративно отказался от присяги германскому императору Вильгельму II — за что был разжалован. До мая 1918 года служил в резервных частях австро-венгерской армии. Затем он был назначен окружным командиром Польской военной организации в Новы-Сонче, после — во Львове. В это же время возобновил свою учёбу на правоведческом факультете Львовского университета Яна-Казимира.
С ноября 1918 года служил в Войске Польском в звании майора. Был участником польско-украинской войны 1918—1919 годов во Львове. В марте 1919 года перешёл на работу в Министерство военных дел Польши. В июле 1920 года был повышен в звании до подполковника и направлен на службу в штаб-квартиру Юзефа Пилсудского. В 1922—1924 годах проходил обучение в Высшей военной школе в Варшаве. В 1923 году возглавлял отдел некатолических вероисповеданий.
В мае 1926 года участвовал в военном перевороте Ю. Пилсудского в Польше. Избирался послом Сейма. Был одним из ведущих деятелей режима Санации в Польше. Затем вернулся в армию и служил до 1929 года в чине полковника на должности заместителя начальника Генерального штаба Войска Польского.
С 1929 года занимал различные посты в польском правительстве. С декабря 1930 года по июнь 1931 — министр без портфеля в ранге вице-премьера. В 1931—1934 годах — министр внутренних дел. На посту министра внутренних дел вёл активную борьбу с подрывными силами государства, в первую очередь — с коммунистами. Выступал за сотрудничество с умеренными украинскими группами и, прежде всего, с наиболее многочисленной — УНДО (Украинское Национально-Демократическое Объединение), но был против радикальных националистических организаций. Проводил решительную охранительную политику, резко осуждал терроризм.
Руководил кампанией «пацификации» украинского населения Польши (в частности, во Львове в 1930 году), в ходе которой смог осуществить операции по аресту большинства наиболее активных членов ОУН-УВО. Согласно данным польского МВД, акции были проведены в 450 сёлах 16-ти повятов Галиции. В Тарнопольском воеводстве в 53 сёлах акция проводилась повторно. За лето-осень 1930 года по подозрению и за участие в акциях ОУН-УВО было арестовано 1739 человек.

## Гибель
В ответ на действия Перацкого, глава ОУН Степан Бандера отдал приказ об убийстве министра. Акцией руководил Микола Лебедь. 15 июня 1934 года Перацкий без охраны прибыл на обед в варшавский ресторан «Товарищеский клуб». Исполнитель террористической акции Григорий Мацейко подошёл к нему и попытался взорвать приготовленную заранее бомбу. Бомба не сработала, тогда Мацейко несколькими выстрелами смертельно ранил Перацкого.
Убийце удалось скрыться с места преступления. В то же время, Бандеру и других причастных к убийству Перацкого арестовали и после Варшавского процесса, состоявшегося в конце 1935 — начале 1936 года, осудили к смертной казни и длительным срокам заключения.
Убийство Перацкого послужило причиной для организации в Березе-Картузской (Западная Белоруссия) концлагеря для политзаключённых.
Был посмертно награждён орденом Белого орла.

## Награды
- Орден Белого орла (Польша) (Order Orła Białego)
- Орден Возрождения Польши 1 класса (Order Odrodzenia Polski)
- * Орден Возрождения Польши 2 класса
- Орден Возрождения Польши 5 класса
- Virtuti Militari (Krzyż Srebrny Orderu Wojennego Virtuti Militari)
- Крест Храбрых (Krzyż Walecznych) — четырежды
- Золотой Крест Заслуги (Złoty Krzyż Zasługi)
- Орден Орлиного креста (Order Krzyża z Orłem I klasy (Эстония, 1934))
- Орден Феникса (Греция)